# Ponornica
Ponornica je rijeka koja dijelom svoje dužine teče ispod zemlje ulazeći u krški sustav u ponorima, prirodnim otvorima na dnu ili rubu reljefnih depresija. Ponornice su osobito važne za hidrologiju krša jer hidrološki povezuju zemljopisno naizgled odvojena područja u jedinstven sliv.  Tipične su u dinarskom području, gdje čine većinu tokova svježe vode. Najpoznatije hrvatske ponornice su:
- Dobra
- Dretulja
- Drežnica
- Gacka
- Jaruga
- Jesenica
- Krbava
- Lika
- Matica
- Obsenica
- Ombla
- Pazinčica
- Ričica
- Sušik
- Vrljika